# Władimir Szestakow
Władimir Zaripzjanowicz Szestakow (ros. Владимир Зарипзянович Шестаков; ur. 30 stycznia 1961 we wsi Lesouczastok w obwodzie permskim) – rosyjski judoka. W barwach ZSRR srebrny medalista olimpijski z Seulu.
Zawody w 1988 były jego jedynymi igrzyskami olimpijskimi. Medal wywalczył w wadze średniej, w walce finałowej przegrał z Austriakiem Peterem Seisenbacherem. W wadze do 78 kilogramów był brązowym medalistą mistrzostw świata w 1985. Szestakow w latach 1999-2004 był szefem rosyjskiej federacji judo. Pracował jako trener, m.in. z kadrami Rosji i Łotwy.